# Sant Jaume dels Comtals
Sant Jaume dels Comtals és una capella romànica del municipi de Manresa (Bages) protegida com a bé cultural d'interès local.

## Descripció
Església d'una sola nau coberta amb volta apuntada i reforçada amb arcs torals. És d'origen romànic, però ha sofert modificacions i restauracions, en una d'elles s'allargà considerablement la nau. A sol ixent hi ha un absis semicircular cobert amb volta de quart d'esfera. Al mur de migdia s'alça un campanar de torre i s'obren dues finestres de mig punt adovellades que corresponen a refeccions obrades en l'edifici.
En aquest hi ha dos portals d'accés, un a la banda nord i l'altre a ponent. Una arcada serveix d'unió entre l'antiga i la nova nau. L'aparell és fet amb blocs de pedra disposats en filades. Es tracta d'una església senzilla que no degué passar de ser una capella rural lligada al mas Comdals.

## Història
El lloc dels Comdals apareix citat el 1049, data en què els vescomtes de Barcelona, Udalard i Guilla i els seus fills, van vendre a l'abat de Santa Cecília de Montserat, Guillem, un alou situat al terme del castell de Bonifaci, en el lloc dels Comdals.
En un fogatge del 1365-70 apareix el mas Comdals depenent del monestir de sta. Cecília de Montserrat. L'església de sant Jaume es creu que devia ser la capella del mas Comdals i que depenia, com aquest, del monestir. Actualment és ben difícil poder visitar l'església, ja que es troba dins un tancat particular propietat de L.M.T., i per altra part ja no s'hi diu missa els diumenges.